# Jenny Blackhurst
Jenny Blackhurst (Shropshire, ...) è una scrittrice inglese.
Vive con il marito nel suo luogo di nascita, e ha esordito nella letteratura con il thriller Era una famiglia tranquilla (How I Lost You).
In Italia tutti i suoi romanzi sono pubblicati dalla Newton Compton Editori.